# Herb powiatu włocławskiego
Herb powiatu włocławskiego – jeden z symboli powiatu włocławskiego, ustanowiony 8 grudnia 2000.

## Wygląd i symbolika
Herb przedstawia na tarczy dwudzielnej w słup w polu prawym czerwonym połulew złoty, w polu lewym srebrnym połuorzeł czarny. Nad głowami obu zwierząt korona złota. Jest to nawiązanie do herbu Kujaw.